# Cicindis horni
Cicindis horni  (лат.) — вид плавающих хищных жужелиц подсемейства Cicindinae. Единственный вид рода Cicindis Bruch, 1908. Встречается в Аргентине.

## Распространение
Аргентина, северо-запад провинции Кордова (Салинас-Грандес).

## Описание
Встречаются на побережьях соленых озёр. Выделяются среди всех представителей семейства Жужелицы, своей уникальной способностью плавать на поверхности воды и погружаться в глубь в поисках добычи (предположительно, жертвами этих жуков являются мелкие планктонные жаброногие рачки рода Thamnocephalus). Сумеречный вид: днём прячутся в прибрежных норках или иных укрытиях, а на охоту выходят в тёмное время суток. Имаго обнаруживаются с декабря по март; копулирующие пары наблюдались в марте (на водной поверхности и на влажном грунте побережий). Приспособлением к плаванию служат многочисленные щетинки и сеты на нижней поверхности тела и на ногах.
Длина блестящего тела около 1 см. Окраска желтоватая. Глаза крупные выпуклые, занимают всю боковую часть головы. Наибольший диаметр фасеточных глаз в 1,5 раз больше ширины лабрума. Усики 11-и члениковые. Вертекс слегка вогнутый, лоб без продольных морщинок. Клипеус уже расстояния между основаниями усиков. Мандибулы саблевидные, крупные, загнутые с одним апикальным зубцом. Ноги длинные и тонкие. Самки слегка крупнее самцов. Крылья полностью развиты и наблюдался один экземпляр, летящий на свет лампы.

## Систематика
Ранее, вид Cicindis horni вместе с близким видом Archaeocindis johnbeckeri (Bänninger, 1927) (Иран) рассматривались в качестве членов трибы Cicindini или надтрибы Cicinditae, которые теперь имеют статус подсемейства Cicindinae.
- Род Cicindis Bruch, 1908
  - Cicindis horni Bruch, 1908